# Pehr Hasselrot
Pehr Richert Hasselrot, född 20 februari 1861 på Sämsholm i Norra Säms socken, Älvsborgs län, död 20 juli 1937 i Bromma församling, Stockholm
, var en svensk militär (generallöjtnant).

## Biografi
Hasselrot blev underlöjtnant vid Kronobergs regemente 1880, löjtnant i generalstaben 1890, major 1899, överste och chef för Västmanlands regemente 1906, generalmajor och chef för II. arméfördelningen 1914, generallöjtnant 1921, inspektör för infanteriet 1922 och erhöll avsked 1926. Han var lärare i krigskonst vid Krigsskolan 1887–1890 och vid Krigshögskolan 1893–1902, företog 1895 en studieresa till Frankrike och var sakkunnig i ett flertal militära frågor inom Lantförsvarsdepartementet samt ordförande i eller ledamot av bland annat infanteriexercisreglementeskommittén 1912 och infanterikommissionen 1920–1921. 1923–1931 var Hasselrot ordförande i direktionen för Arméns pensionskassa. Han utgav Sveriges härordning (7:e upplagan 1904) och Taktik (2 band, 1899–1901).
Hasselrot blev ledamot av andra klassen av Krigsvetenskapsakademien 1898 och ledamot av första klassen 1914. Han var även medlem i Sällskapet Idun. Pehr Hasselrot är begravd på Norra begravningsplatsen utanför Stockholm.
Pehr Hasselrot var son till häradshövdingen Carl Hasselrot och hans andra hustru Hildegard Helander. Carl Birger och Mathias Hasselrot var hans äldre halvbröder, Berndt och Carl-Axel Hasselrot hans helbröder och Bror Hasselrot hans yngre halvbror. Sten Hasselrot var hans son.

## Utmärkelser

### Svenska utmärkelser
- Kommendör med stora korset av Svärdsorden, 6 juni 1921.[6]
- Kommendör av första klassen av Svärdsorden, 6 juni 1913.[7]
- Kommendör av andra klassen av Svärdsorden, 16 juni 1908.[8]
- Riddare av första klassen av Svärdsorden, 1900.[9]
- Riddare av Nordstjärneorden, 1902.[10]

### Utländska utmärkelser
- Kommendör av andra graden av Danska Dannebrogorden, tidigast 1905 och senast 1908.[11][12]
- Riddare av Danska Dannebrogorden, tidigast 1897 och senast 1901.[13][14]
- Tredje klassen av Japanska Heliga skattens orden, 1909.[15][16]
- Riddare av andra klassen av Preussiska Kronorden, tidigast 1905 och senast 1908.[11][12]
- Kommendör av Rumänska Stjärnans orden, tidigast 1910 och senast 1915.[16][17]
- Riddare av andra klassen av Ryska Sankt Stanislausorden, tidigast 1905 och senast 1908.[11][12]
- Kommendör av Österrikiska Frans Josefsorden, tidigast 1905 och senast 1908.[11][12]
- Officer av Belgiska Leopoldsorden, tidigast 1905 och senast 1908.[11][12]
- Officer av Franska Hederslegionen, tidigast 1905 och senast 1908.[11][12]
- Riddare av första klassen av Norska Sankt Olavs orden, tidigast 1901 och senast 1905.[11][14]